# Lásky Kačenky Strnadové
Lásky Kačenky Strnadové è un film del 1926, diretto da Svatopluk Innemann, su sceneggiatura di  Josef Skružný e Elmar Klos. 

## Trama
Kačenka e Vincek sono una coppia di amici, entrambi lavoranti agricoli, che abitano una zona rurale.  Fra i due vige una consuetudine di tenerezza. Si trasferiscono nella metropoli, a Praga, dove ognuno sperimenta diverse occupazioni lavorative. Kačenka, trascurando un po' il suo amico, inizia una relazione con il sedicente ingegner Romanovský, che le pare essere persona più raffinata rispetto a Vincek: tuttavia i due amici della campagna non cessano di frequentarsi.
Passano due anni, e Kačenka, insieme a Vincek, torna al paese natio: qui entrambi stupiscono i compesani grazie ai comportamenti urbani che hanno acquisito. Quando tornano nella capitale boema, Kačenka entra a servizio di un direttore di banca, la cui ricca cassaforte, un giorno, viene scassinata. Vincek si mette ad indagare e alla fine smaschera il colpevole, riguadagnadosi la stima di Kačenka. 